# Bachelor Party
Pour les articles homonymes, voir The Bachelor Party.
Bachelor Party (Enterrement de vie de célibataire) est un jeu vidéo érotique développé par Mystique, sorti en 1983 sur Atari 2600.

## Jouabilité
Le jeu est une version simplifiée du casse-briques Breakout dans lequel la balle prend l'apparence d'un homme nu et les briques celle de femmes nues. L'homme rebondit sur le côté au lieu de le faire à la verticale.

## Autre version
Il existe une version féminine du jeu, intitulée Bachelorette Party. Il se joue de manière tout à fait semblable, mais les genres sont inversés : on fait rebondir une femme nue vers des hommes nus.